# A Frontier Doctor
A Frontier Doctor è un cortometraggio muto del 1911 interpretato e diretto da Arthur Mackley, scritto e prodotto da Gilbert M. 'Broncho Billy' Anderson.

## Produzione
Il film fu prodotto dalla Essanay Film Manufacturing Company. Venne girato in California, a San Rafael.

## Distribuzione
Distribuito dalla General Film Company, il film - un cortometraggio in una bobina - uscì nelle sale cinematografiche USA il 9 dicembre 1911.